# Ka-yu
ka-yu（カーユ、本名：松本 和之（まつもと かずゆき）、1975年1月21日 - ）は、日本のベーシスト、デザイナー。ロックバンド・Janne Da Arcの元メンバー。大阪府枚方市出身。大阪府立城東工業高等学校中退。

## 来歴
1988年、エレキギターをたくさん持っていた親戚のおじさんに「1本ちょうだい。」と言い、フェンダーの白いストラトキャスターを貰ったことから音楽人生が始まる。同時に小学校、中学校で一緒だったyasu、youとバンドを組み、Xのコピーに勤しむが、中学3年生のときに脱退。その後、BOØWYの松井常松に影響を受けてベースを始める。最初に使用したベースはレスポール・ジュニアでyasuの兄の友達に売ってもらった。
しかし1996年頃、当時のベーシストに不満を感じていたyasuに呼び戻される。しかしka-yuは、そのベーシストの腕前に恐縮していたが、「やる気のある奴が必要だ」というyasuの説得により加入。その後、shujiを加え、現在の5人が揃う。
1999年、Janne Da Arcメジャーデビュー。
2006年6月、自身の教則DVDを発売。
2007年、活動10周年記念のソロ活動開始として、GIGORと期間限定コラボをしたアクセサリーを販売。8月15日には、本名の"松本和之"名義でミニアルバムをリリース。
2010年、自身のソロプロジェクト"DAMIJAW"を始動。シングル・アルバムを各1枚ずつリリースし、ライブツアーも敢行。
2016年1月21日、ワンマンライブ「WELCOME TO DAMILAND」をもって、活動休止。
2018年9月、翌月に発売予定のアルバムやツアーの準備をしていたところ、弁護士事務所から所属事務所にka-yu宛の内容証明郵便が送られてくる。
そこに記載されている内容が社会的正義から著しく反する行為であったため、事務所判断によりアルバムとライブツアーの一時差し控えが決定される（後にアルバムは発売中止、ツアーも取消となった）。
内容証明の詳細は今後裁判で係争していく可能性があるため、非公開となっていた。
2019年3月31日、Janne Da Arcを脱退、及び所属事務所アップライズ・プロダクトを退社。
「Janne Da Arcは大切だし、比較するものではないかもしれないが、どちらかを選べと言われればJanne Da Arcよりも大事にしたいものが見つかったため、Janne Da Arcを脱退し事務所を辞めます」という決断をした。
なお、内容証明に関する件は未解決のままの脱退であった。
2019年4月1日、Janne Da Arc解散。
2019年5月1日、元号と日付が変わると共にka-yuが音楽活動にて利用していた各SNSアカウントが削除された。
現在はInstagramとFacebookの個人アカウントが稼働している。
2022年6月、3年半振りにka-yuが代表取締役兼デザイナーを務めるSolid Beatが新作発表と受注を開始することをブランド公式Instagramで発表した。
2023年7月1日、Solid Beatの期間限定オフィシャルサイトがオープン。
2023年10月25日、Xの個人アカウントを開設。
2023年12月30日、Solid Beatの展示会『Solid Beat 2023 EXHIBITION』と、200名限定無料招待ミニライブを渋谷REXにて開催。ライブを行うのは、2018年3月に行われた『マドモアゼルなあなた達presents ka-yu special live event〜久しぶりだから、お前らのka-yuいところをかいてやる!!〜』の横浜公演以来、約5年9ヶ月ぶりとなった。
2024年1月21日『ka-yu BACK TO THE LIVE - January 2024 -』を東京・Spotify O-WESTにて開催。この日より本格的に音楽活動を再開、完全復活となる。
また、この日からSolid Beatのオフィシャルサイトがka-yuのオフィシャルサイトとしてリニューアルオープン。
2024年4月14日『ka-yu THE LIVE -April 2024-』を東京・渋谷REX、5月4日『ka-yu THE LIVE -May 2024-』を大阪・南堀江knaveにて開催する。
地元・大阪でライブを行うのは、ラストステージとなっていた2018年3月の『マドモアゼルなあなた達presents ka-yu special live event〜久しぶりだから、お前らのka-yuいところをかいてやる!!〜』の大阪公演以来初となり、約6年2ヶ月ぶりの凱旋ライブとなる。
2024年7月14日、追加公演となる『ka-yu THE LIVE -July 2024-』を東京・新宿ReNYにて開催する。

## 概要
- ライブやCD音源で、序々にベースの音量が目立ってきている。ka-yu自身も、『ANOTHER STORY』のミックスダウンに立ち会った際、ベースの音量が大きくミキシングされていたことに驚き、「こんなにベースがデカくてもええの?」と尋ねたほど。これに対しメンバーは「これくらい聞こえてる方がええやん」と返したというエピソードが残っている。
- 他のメンバーについて、「youは努力家、kiyoはセンスがずば抜けている、shujiはメンバーで一番ロッカー、yasuは作曲能力がすごい」と評している。
- 初めて観に行ったライブは、アース・ウィンド・アンド・ファイアーのライブ。
- Janne Da Arcで、「Speed」「GUILTY PAIN」「Heavy Damage」等のハードロック調の曲、「So Blew」のようなポップス調の曲、また「桜」「振り向けば…」「Dear my...」などのバラードまで幅広く作曲している。これについてka-yuは、「バラードの方が作りやすい」と言っている。
- ライブでのベースの持ち替えが多い。「月光花」などのバラード系では、ギブソンの白いサンダーバードを使用。また、黒のサンダーバードも所有しており、こちらは「WILD FANG」など激しい曲で使用する。ka-yuが主に使用しているベースは、自身のフェルナンデス製のモデルで、メインで使用するKRS-TRUTH、「救世主―メシア―」「シルビア」で使用するピンクのKAB-LIARなどがある。「GUILTY PAIN」、「MOTHER BRAIN」では5弦ベースも使用している。現在は、KRS-TRUTH（黒と赤のチェック柄）の5弦モデルを使用している。「More Deep」では、フレットレスベースも使用している。
- 変拍子が苦手らしく、youが「answer」を作った際、2パターン作って「1と2でどっちがいい?」と相談したところ、どちらも変拍子だったため、「3。」と答えたエピソードがある。
- 声質がyasuと似ており、気づきにくい箇所でコーラス、ライブではサイドヴォーカルもしている。基本的にyasuが、ここのコーラスは低い方がいいな、と思った部分を担当する。ライブでのサイドボーカルはギターとベースのどちらが忙しくないかで決まる。
- 2007年にソロ活動の一環として、自身のブランドSolid Beatを立ち上げた。ka-yu自身が着たり身につけたいのをデザインしている。ka-yuは、ソロ活動する際にまず初めにしたいことがブランド設立だったらしく、Janne Da Arcの活動が再開しても合間を見て続けて行きたいと語っていた。
- 2010年に新ソロプロジェクトとしてDAMIJAWを立ち上げ、初のシングルとフルアルバムをリリースし、ライブツアーを敢行した。サポートミュージシャンには、ギターに原田喧太と遠藤一馬、ドラムにはshujiが参加。2016年1月21日、ワンマンライブ「WELCOME TO DAMILAND」をもって、活動休止。
- 2021年現在、ヘルズ・エンジェルスの甲府支部の一員としてアメリカン・バイクに関するイベントを行っている。

## 影響
影響を受けたアーティストはBOØWYとDEAD ENDのベーシストであるCRAZY COOL JOE。CRAZY COOL JOEとは師弟関係で、彼のことは"師匠"と呼んでいる。CRAZY COOL JOEの影響で、フライングVのベースを愛用しており、特に青色は一番のお気に入りである。また、彼から赤のSGベースを数年間借りており、ライブでも使用している。このベースは、某番組に出演した際、yasuがこのベースを触りまくった際に、「手垢着くやろ、あぁもういい捨てる」と言うと、yasuが「いらないそうなので番組プレゼント!」と言ったところ焦って「あかん!それ師匠のベースやから!」と言って取り返した。

## 奏法
- スラップ奏法を得意としており、「WARNING」や「セル」「Mr.Trouble Maker」「survive」などでは高速スラップを披露している。だが、本人は自身のベースクリニックの際のトークで「スラップはあまり好きじゃない」と語っていた。ちなみに、「Live Dearly」のメンバーのソロタイムでは、スラップ奏法以外にもライトハンド奏法やコード弾きなど、多彩な奏法を駆使している。
- 指弾きによるベースプレイを嫌っている。本人曰く「演奏したときの指使いが可愛いから」とのこと。また、「ピックでこの音が出れば…」とも語っている。ちなみに、スラップの音も、ピック弾きで出せたらいいのにと教則DVDで語っている。音自体は気に入っているため指弾きの曲も多数ある。
- shujiは、ka-yuのことを「個性的なフレーズを弾く人」と評している。これは、『Dearly』リリース時から思っていたらしい。youも、その意見に賛成の旨をインタビューで語っていた。また、kiyoは彼のことを「独特のメロディの感覚を持っている」と評している。

## 人物
- メンバーの中で唯一違う高校に通っていた。
- メンバーからは、表だった場所では「ka-yu」、DVDの副音声やメンバーのブログでは学生時代からのあだ名「まっつん」と呼ばれている。
- メンバーの中で唯一、身体の広範囲に渡って刺青を施しており、色つきの入れ墨もしている。
- 生まれてからずっと血液型はB型だと思っていたが、2002年の健康診断でA型である事が発覚した。
- メンバーの中で唯一の酒好き。他のメンバーは、大きなライブの後の打ち上げや阪神タイガースが優勝したときなどを除き、基本的には飲まない。
- 刺青を入れていたり、時にはヒゲを生やすワイルドなルックスとは裏腹に、ケーキ作りという趣味を持つ。このケーキは、甘いのが苦手な原田喧太からも絶賛されている。
- サービス精神が旺盛で、教則DVDでは演奏のみならず、格好いいベースの演奏法、ステージでの目立ち方、格好良いピックの投げ方なども教えている。後に、「ステージの傾斜を歩きながらでの演奏法を教えてなかった」と後悔している。
- SIAM SHADEのドラマー・淳士とは親交が深く、淳士はラジオ番組「ジャンヌダルクの素!」に2週連続でゲスト出演したことがある。同番組内で淳士は、ka-yuのベーシストとしての実力を「ベースの音をずっと聞いていなくても、安心してリズムを任せられる」と評していた。また、2人は昔組んでいたバンドの先輩後輩関係でもある。

## ディスコグラフィー

### シングル
1. 無力な自分が許せない（2010年2月17日）（DAMIJAW名義）

### 配信限定シングル
1. BE WITH YOU（2012年1月25日）（DAMIJAW名義）
2. WOW! WOW!（2012年2月29日）（DAMIJAW名義）
3. ダーミー城の吸血悪魔が愛したマリア (泣)（2012年3月28日）（DAMIJAW名義）

### ミニアルバム
1. Solid Beat（2007年8月15日）（松本和之名義）
2. Solid Beat II（2007年12月26日）（松本和之名義）
3. THIS IS MY WING（2014年5月21日）（DAMIJAW名義）

### フルアルバム
1. I AM（2010年4月28日）（DAMIJAW名義）
2. made from your heart（2012年6月27日）（DAMIJAW名義）

### 映像作品
1. ka-yu直伝 REAL ROCK BASS（2006年6月25日）（ka-yu名義）

## 使用機材
- ベース
  - BURNY KRS-TRUTH-5#1
  - BURNY KRS-TRUTH-5#2
  - BURNY KRS-TRUTH
  - BURNY KAB-5 CUSTOM
  - BURNY BVB-CUSTOM (青V)
  - BURNY KAB-LIAR
  - BURNY KAB-CUSTOM#7
  - BURNY SG-BASS (CRAZY COOL JOEからの借り物。)
  - GIBSON THUNDERBIRD (WHITE、ベースマガジン2006年7月号当時の情報によると指弾き専用機。)
  - GIBSON THUNDERBIRD (BLACK)
  - iMi(イケベ・ミュージック・インターナショナル)製５弦ベース(ベースマガジン2006年7月号にはプロトタイプの為、固有の名称は記載無し。)
  - M.V.Pedulla MVP BUZZ (フレットレス)
  - YAMAHA BB1000 (岡野ハジメにより改造されている。)
  - G&L SB-2
  - FENDER PRECISION BASS '75
  - FENDER JAZZ BASS '74
- エフェクター
  - AVALON U5 (DI)
  - FULLTONE BASS DRIVE
  - FULLTONE FATBOOST
  - MXR PHASE'90
  - ELECTRO-HARMONICS BASS MICRO SYNTHESIZER
- ヘッド
  - AMPEG SVT 1987LTD (Janne Da Arc時代、現在ともにメイン)
  - HIWATT CUSTOM400 (黒色)
  - HIWATT CUSTOM200 (赤色)
- キャビネット
  - BASSON B810B-GR
  - BASSON B410B
  - BASSON B15B
  - BASSON B210B
  - HIWATT 4x10+1x15 CABINET
- Solid Beat各楽曲レコ使用機材対応表 (ベースマガジン9月号より)

| 曲名                  | 使用ベース               | 使用アンプ        | 使用キャビネット           |
| 『Greed or Purity』   | FENDER PRECISON BASS '75 | AMPEG SVT 1987LTD | BASSON B210B + BASSON B15B |
| 『Now or Never』      | BURNY KAB-5 CUSTOM       | AMPEG SVT 1987LTD | BASSON B15B                |
| 『The Shadow』        | FENDER PRECISON BASS '75 | AMPEG SVT 1987LTD | BASSON B15B                |
| 『BREAK OUT』         | FENDER PRECISON BASS '75 | AMPEG SVT 1987LTD | BASSON B15B                |
| 『Wherever』          | FENDER JAZZ BASS '74     | AMPEG SVT 1987LTD | BASSON B15B                |
| 『Out of my control』 | FENDER PRECISON BASS '75 | AMPEG SVT 1987LTD | BASSON B15B                |

- 記載の情報はすべて『ベース・マガジン』から。